# Mannophryne cordilleriana
Mannophryne cordilleriana (лат.) — вид бесхвостых земноводных из семейства Aromobatidae.
Этот вид обитает в горных влажных лесах около Санто-Доминго на высоте с 1300–1950 м над уровнем моря на площади менее 10 км². Яйца откладывается на суше. Самец охраняет кладку, а затем переносит головастиков в воду.